# Fruela di Cantabria
Fruela di Cantabria o Fruela Pérez (... – dopo il 757) duca di Cantabria.

## Origine
Fruela era il figlio secondogenito del duca Pietro di Cantabria e della moglie, una nobile di cui non si conoscono né gli ascendenti né il nome, ma da una lettera del figlio (fratello primogenito), Alfonso, risulta essere sorella o nipote di Adolfo abate (Adulfo abbati gloriosissimo domino meo et avunculo meo) del monastero Beatæ Mariæ di Covadonga, come ci viene confermato sia dallo storico e genealogista spagnolo, Salazar y Castro ricorda come nipote del re Recaredo (Liubigrohona nieta de Recaredo), che la Cronica de Alfonso III, la Historia Silense Pietro discende da Recaredo I e il Sebastiani Chronicon.

Fruela fu il padre dei re delle Asturie Aurelio e Bermudo I.

Nel passato, Pietro di Cantabria fu ritenuto figlio del re visigoto Ervige, e di Liuvigoto o Liuvigotona, figlia di un precedente re dei Visigoti, Suintila, che sempre Salazar y Castro ricorda come nipote del re Recaredo (Liubigrohona nieta de Recaredo); secondo la cronaca di Alfonso III invece suo fratello, Alfonso I delle Asturie, e quindi suo padre, Pietro, discendeva dai re visigoto, Recaredo I e Leovigildo. Anche secondo la Historia Silense Pietro discende da Recaredo I.

Oggi questa discendenza è messa in dubbio, in quanto, dopo la conquista araba, vi era l'abitudine di inventare discendenze visigote nobili.

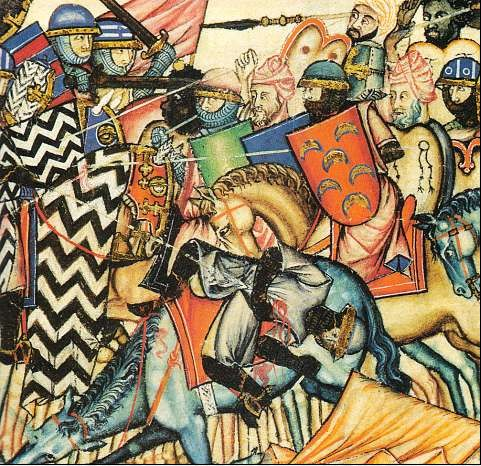
Battaglia della Reconquista, miniatura tratta dal Cantigas de Santa Maria.

## Biografia
Dopo la morte del padre e dopo che il fratello, Alfonso I era divenuti re delle Asturie divenne Duca di Cantabria.
Fruela, accompagnando suo fratello, re Alfonso I, nelle incursioni contro gli invasori musulmani, diede inizio alla Reconquista, riuscendo a sottrarre loro varie città, tra cui Lugo, Tui, Porto, Braga, Viseu, Chaves, Ledesma e molti altre località, come confermano sia la versioniSebastianense della Cronaca di Alfonso III, che la versione Rotense, ed il Sebastiani Chronicon.
Di Fruela non si hanno altre notizie, neppure l'anno esatto della morte che presumibilmente avvenne nella seconda metà del secolo VIII, dopo la morte del fratello, Alfonso I.
Il Diccionario biográfico español, Real Academia de la Historia lo definisce un nobile asturiano che collaborò col fratello, Alfonso I, alle campagne militari della prima Reconquista.

## Discendenza
Da una certa Menina Gundersindez ebbe quattro figli:
- Aurelio delle Asturie (740-774) re delle Asturie[2], dal 768 al 774;
- Bermudo I delle Asturie (750 – 797) re delle Asturie[2], dal 788 al 791 sposò Ozenda ed ebbe:
  - Ramiro (791-850), re delle Asturie[2], dall'842 all'850, da cui discesero vari re delle Asturie[2], León, Navarra, Castiglia e Aragona, che daranno poi origine ai re di Spagna e Portogallo;
  - Cristina, il cui nome, assieme a quello dei genitori, si trova in un epitaffio del monastero di san Giovanni Battista di Corias nei pressi di Cangas del Narcea;
  - Garcia, il cui nome si trova in una donazione del fratello Ramiro dell'844, considerato falso da alcuni storici;
  - Pedro Theòn (?-dopo l'867), padre di Vímara Peres, primo conte di Portucale;
- Numbela delle Asturie (752-790) che sposò Lupo II d'Aquitania, duca di Guascogna, da cui ebbe i figli:
  - Adelrico, duca di Guascogna
  - Sancho I (?-812), duca di Guascogna.
  - Adele di Guascogna (?-?), che sposò il cugino Waifer
  - Semen o Jimeno (?-815), duca di Guascogna, che secondo alcune fonti era figlio di Adelrico
  - Centulo (?-812), padre del duca Lupo III, capostipite dei conti di Bigorre e dei visconti di Bearn, che secondo alcune fonti era figlio di Adelrico
  - Donato, che secondo alcune fonti era figlio di Lupo III.
- Una figlia, il cui nome è sconosciuto, che sposò un certo Lope di Álava. I due ebbero una figlia la regina Munia di Álava, che sposò all'incirca nel 760 il cugino di secondo grado Fruela I delle Asturie (740-768; re delle Asturie dal 757 al 768), il Crudele da cui ebbe i figli:
  - Alfonso II delle Asturie, il Casto (765-842), re delle Asturie dal 791 all'842;
  - Jimena Froilaz (?-?) che sposò Nepoziano, re usurpatore delle Asturie.

### Fonti primarie
- (LA)  CRONICA ROTENSIS)
- (LA)  Cronica de Alfonso III
- (LA)  Historia silense
- (LA)  #ES España sagrada. Volumen 13

### Letteratura storiografica
- (ES)  #ES Historia Genealógica de la Casa de Lara
- (ES) Armando Besga Marroquín, Orígenes hispanogodos del Reino de Asturias, Oviedo, Real Instituto de Estudios Asturianos, 2000, ISBN 84-8964-541-8.
- (ES) Gonzalo Martínez Díez, El Condado de Castilla (711-1038). La historia frente a la leyenda, Valladolid, Junta de Castilla y León, 2004, ISBN 84-9718-275-8.
- (FR) Christian Settipani, La noblesse du Midi carolingien: etúdes sur quelques grands familles d’Acquitaine et du Languedoc du IXe au XIe siècle, Toulousain, Perigord, Limousin, Poitou, Auvergne, Oxford, Oxford Unit for Prosopographical Research, 2004, ISBN 9781900934046.